# Кристина (Швеция)
Кристина (на шведски: Kristina Augusta) е шведска кралица (1632 – 1654). Тя властва над Швеция (1633 – 1654) използвайки титлите кралица на шведите, готите и вандалите, велика принцеса на Финландия и дукеса на Ингрия, Естония, Ливония и Карелия.

## Произход
Родена е на 7 декември 1626 година в Стокхолм, Швеция. Тя е единственото оцеляло законно дете на крал Густав II Адолф и Мария Елеонора от Бранденбург.

## Управление
На 6 години Кристина наследява трона на Швеция след смъртта на баща си, подпомогната от регентство начело с видния аристократ Аксел Оксенщиерна. През 1636 г. е отделена от вредното влияние на невротичната си майка и попада под опекунството на епископ Йоханес Матиа, който изпълнява волята на Густав Адолф да я възпита като мъж.
Коронована е на рождения си ден през 1644 г., но още преди това Оксенщиерна я кани на срещите на кралския съвет. Своенравна и ексцентрична, Кристина отрано започва да му противоречи. Съвременниците твърдят, че нищо в нея не напомня жена, освен полът. Силна, с мъжки вид, сурова, но и интелигентна, тя има младежка връзка със своя братовчед Карл Густав, бъдещият Карл X, която прекратява около коронацията си. Тогава решава да не се омъжва, а да осигури за него престола и да абдикира. Оксенщиерна (вече само канцлер) и управляващите се противопоставят, но напразно.
По време на кризата от 1650 г., предизвикана от щедрото прахосване на пари от кралицата и от повсеместното продаване на коронни земи, тя убеждава парламента да приеме нейното решение.
Опитен ездач и надарен полиглот, Кристина познава изкуството на своето време, интересува се от музика, философия и наука. Тези интереси я карат да се свърже с йезуитите (1652) и вероятно още тогава тайно да приеме католицизма. Смята се, че е повлияна от разговори с Рене Декарт, който през 1650 г. завършва живота си в Стокхолм. В една ултра-протестантска държава като Швеция подобна стъпка няма как да бъде приета и направо се счита за държавна измяна. Това е непосредствена причина за последвалата абдикация. От значение е също бедственото финансово положение на короната и надигащото се народно недоволство. През 1654 г. кралицата предприема конкретни стъпки и на 6 юни предава властта на Карл Х.

## Следващи години
В следващата година тя официално приема католическата вяра. Заселва се в Рим и се включва не само в обществения и културен живот, но и в управлението на папските владения. Като кралица без държава, тя защитава мнозина художници и проекти.
По време на Френско-испанската война, която се води през 50-те години има роля за преминаването на папата от испанска на френска страна. През 1656 г. договаря с Мазарини споразумението от Компиен, съгласно което французите получават папската благословия да завладеят Неапол за нея, а тя да им го завещае при смъртта си. След провалянето на този замисъл тя се връща в Рим, като често се меси в избора на папа, подкрепя оперното изкуство и пропагандира идеята за кръстоносен поход против Османската империя.

Умира на 9 април 1689 година в Рим на 62-годишна възраст, Тя е една от малкото жени, погребани във Ватиканското грото.